# سيصور باكستاني
سيصور باكستاني (الاسم العلمي:Sisor pakistanicus) هو نوع من الأسماك يتبع جنس السيصور من فصيلة السيصورات.